# Metafunção
Na linguística sistêmico-funcional, metafunção é um conceito que captura a ideia de que há funções que fazem parte da própria organização do sistema linguístico. Assim, enquanto um texto pode ter inúmeras funções (convencer, narrar, etc.), somente algumas funções são gerais o suficiente para organizarem a língua como um todo: as metafunções.
Identificam-se três metafunções: ideacional, que lida com a construção e articulação de experiências, sendo dividida em lógica e experiencial; interpessoal, que trata da encenação de relações entre os interactantes; e textual, que engloba os mecanismos que permitem que os significados ideacionais e interpessoais sejam apresentados como um fluxo textual coeso. As três metafunções estão associadas a diferentes sistemas em cada um dos estratos semióticos (fonologia, léxico-gramática e semântica), além de estarem atreladas a parâmetros contextuais específicos: campo (ideacional), relações (interpessoal) e modo (textual).

## Metafunção interpessoal
A metafunção interpessoal enfoca a linguagem como um recurso organizado para a encenação de papéis e relações sociais. Assim, trata de significados que exprimem a intersubjetividade na linguagem, incluindo a expressão de posicionamentos discursivos, a negociação de tais posicionamentos e a realização de diferentes tipos de (inter)atos de fala.

### Estrutura
Significados interpessoais são caracterizados por uma estrutura prosódica: em geral, eles não ficam contidos em unidades discretas, podendo se "espraiar" pela oração e pelo texto. Exemplos: Não, ele não fez nada disso (prosódia de polaridade negativa); Acho que talvez ele possa se atrasar (prosódia de modalidade); Ele é um canalha, idiota, insuportável (prosódia atitudinal negativa).

### Principais sistemas semânticos
- Avaliatividade: diz respeito aos posicionamentos explícitos e implícitos que enunciadores realizam em seus textos, o que se dá principalmente por meio de dois subsistemas: ATITUDE, que engloba as emoções e as avaliações éticas e estéticas do falante; e ENGAJAMENTO, que trata do modo como o enunciador lida com posições distintas da sua, reconhecendo-as ou não, com diferentes graus de abertura.[5]
- Funções discursivas (ou funções da fala): trata dos diferentes atos intersubjetivos possibilitados pela linguagem. Suas opções mais básicas são: declaração (fornecimento de informação); pergunta (demanda de informação); ordem (demanda de bens-e-serviços) e oferta (fornecimento de bens-e-serviços).[6] Cada uma dessas opções pode ser especificada em opções mais delicadas.[7]
- Negociação: trata de como as diferentes funções discursivas são utilizadas em sequências de atos conversacionais, envolvendo ação (ordens e ofertas) ou conhecimento (perguntas e declarações).[8]

### Principais sistemas léxico-gramaticais
- Modo: engloba as opções disponíveis na gramática para a realização das funções discursivas.[6] Assim, têm-se: modo imperativo, que tipicamente realiza ordens; modo declarativo, que tipicamente realiza declarações; e modo interrogativo, que tipicamente realiza perguntas. É possível haver realizações "incongruentes" (atípicas): são as chamadas metáforas gramaticais de modo (ou, na terminologia da pragmática, atos de fala indiretos).[1]
- Validação modal: engloba os recursos léxico-gramaticais para a realização do posicionamento e do comprometimento do falante em relação a o que é dito:
  - Polaridade: pode ser positiva, em que o falante se compromete com o que é dito, ou negativa, em que não se compromete.[1]
  - Modalidade: engloba as posições intermediárias entre o "sim" e o "não", indicando diferentes graus de comprometimento do falante com o que é dito. Pode ser modalização (certeza X incerteza, também conhecida como modalidade epistêmica) ou modulação (obrigação X liberdade, também conhecida como modalidade deôntica). É principalmente realizada pelo verbo Finito (Isso pode ser verdade; Você deve fazer isso) e por Adjuntos modais (Talvez isso seja verdade; Você obrigatoriamente fará isso).[1]

### Principal sistema fonológico
- Tom: trata dos diferentes movimentos tônicos associados aos modos gramaticais.[4] Por exemplo, em português brasileiro, orações declarativas são realizadas por um movimento descendente, enquanto interrogativas polares o são por um movimento ascendente.[9]

## Metafunção ideacional
A metafunção ideacional engloba os recursos linguísticos especializados na construção e articulação de experiências, sejam elas reais, imaginárias, concretas, abstratas, etc. Aproxima-se do que comumente se chama "representação" e/ou "referenciação". É dividida em experiencial e lógica.

### Metafunção experiencial
A metafunção experiencial é a que trata do potencial de construção de experiências na língua, categorizando o mundo em três grandes áreas de experiência (material, mental e relacional) e em três áreas menores (comportamental, existencial e verbal).

#### Estrutura
Ao contrário dos significados interpessoais, que se "espalham" pela oração, os significados experienciais têm uma estrutura discreta, organizando-se em composições do tipo parte-todo com fronteiras claramente definidas. Por exemplo, em o cachorro comeu a bola, os elementos experienciais cachorro, comer e bola são experiências claramente distintas: a oração é dividida em segmentos discretos.

#### Principal sistema semântico
Ideação: no modelo semântico-discursivo de J.R. Martin, é o sistema que lida com as possibilidades de construção de experiências ao longo de um texto, englobando relações taxonômicas entre experiências (incluindo hiperonímia, sinonímia, antonímia e meronímia), relações nucleares entre os diferentes elementos da oração e as sequências e atividades que se desenvolvem discursivamente.

#### Principal sistema léxico-gramatical
Transitividade: trata do modo como a léxico-gramática organiza os diferentes domínios experienciais em tipos de oração distintos, a partir do processo. Isso resulta em três grandes tipos de processo (e, consequentemente, de oração): material (ex.: Ele fez um bolo), mental (ex.: Ele pensou naquele dia) e relacional (ex.: Ele está errado); e três menores: verbal (ex.: Contaram-nos uma história), existencial (ex.: Há alguém em casa) e comportamental (ex.: Dançavam sempre). Há, além disso, a diferença entre orações ergativas (ex.: Eles diminuíram os preços) e não ergativas (ex.: Os preços diminuíram).

### Metafunção lógica

#### Estrutura
Assim como os significados experienciais, os lógicos têm uma estrutura em "partes" claramente divididas. Porém, enquanto as estruturas experienciais são do tipo "parte-todo" (constituência), as lógicas são "parte-parte" (dependência). Por exemplo, duas orações "coordenadas" estão em relação de independência mútua, enquanto em "subordinação" uma é dependente da outra.

#### Principal sistema semântico
- Conexão: na proposta de J.R. Martin, trata-se do sistema semântico-discursivo que lida com relações lógico-semânticas para além da oração e do complexo oracional (ou, nos termos tradicionais, para além do "período"). Assemelha-se, em alguns pontos, à Teoria da Estrutura Retórica.[8][1]

#### Principais sistemas léxico-gramaticais
- Taxe: lida com o grau de interdependência entre as orações em um complexo oracional. Pode haver parataxe, em que os elementos têm o mesmo status (próximo do que se chama tradicionalmente de "coordenação"), ou hipotaxe, em que um elemento é dominante e outro é dependente (próximo do que se chama tradicionalmente de "subordinação").[4][1]
- Tipo lógico-semântico: engloba as possíveis relações lógico-semânticas entre as partes (isto é, as orações que formam os complexos oracionais). A divisão mais básica é entre projeção (ex.: Ele disse que viria) e expansão, que é dividida em elaboração (ex.: Ele não está mais aqui, já foi embora), intensificação (ex.: Quando você chegou, ele já tinha saído) e extensão (ex.: Ela esqueceu a chave e eu perdi a minha).[1]

#### Principal sistema fonológico
- Sequência tonal: trata da sequência de movimentos tônicos que realizam complexos oracionais fonologicamente.[1]

## Metafunção textual

### Estrutura
Os significados textuais são caracterizados por uma estrutura periódica, análoga a uma onda ou a pulsos de informação, indo e voltando periodicamente. Assim, existe uma tendência a destaque textual para seguimentos iniciais e finais (na oração, em parágrafos semânticos e no texto como um todo).

### Principais sistemas semânticos
- Periodicidade: lida com o fluxo textual como um todo, tratando do modo como diferentes "ondas" de informação se estruturam no texto, desde o Tema das orações até segmentos que servem para iniciar e terminar parágrafos (hiperTemas e hiperNovos) e textos (macroTemas e macroNovos).[8]
- Identificação: nesse sistema, aborda-se o "rastreamento" de participantes ao longo do texto - como são introduzidos e acompanhados textualmente. Por exemplo, o uso do artigo indefinido (um homem) geralmente indica que o participante está sendo apresentado pela primeira vez, enquanto o artigo definido (o homem) sinaliza que o participante já é conhecido pelo leitor, sendo recuperável no texto, no contexto ou no conhecimento de mundo.[8]

### Principais sistemas léxico-gramaticais
- Tema: é o sistema que engloba as opções disponíveis para iniciar uma oração: tudo até o primeiro elemento experiencial é o Tema; o resto é o Rema.[1] Por exemplo, em orações declarativas em português brasileiro, o Tema não marcado (isto é, o mais "natural") é o Sujeito (Eles gostam de chocolate), mas pode ser marcado com Complemento (De chocolate eles gostam) ou com uma opção intermediária, o Adjunto (Hoje eles gostam de chocolate).[11]
- Informação: diz respeito à distinção entre informações Novas e Dadas: informações recuperáveis pelo destinatário e informações que estão sendo introduzidas pela primeira vez. É frequente que Dado conflua com Tema e Novo com Rema, mas trata-se de variáveis independentes.[1]
- Coesão: engloba o conjunto de recursos léxico-gramaticais utilizados para criar textura ao longo do texto, isto é, transformar suas diversas partes em uma unidade textual reconhecível como um todo. É dividida em referência, substituição (incluindo elipse), conjunção e coesão lexical.[12][4]

### Principal sistema fonológico
- Tonicidade: o sistema que trata da atribuição de proeminência tônica na realização fonológica da oração. Exemplo (proeminência em negrito): - Você viu o homem? - Não, eu ouvi o homem.[4]

## Em sistemas semióticos não verbais
A partir da década de 1990, com o crescimento dos estudos de multimodalidade e semiótica social, começaram a ser propostos modelos de descrição de sistemas semióticos não verbais a partir da teoria sistêmico-funcional. O resultado mais conhecido desse movimento é a gramática do design visual de Kress e van Leeuwen. Os autores propõem que imagens podem ser descritas a partir de três metafunções: representacional (análoga à ideacional), interativa (análoga à interpessoal) e composicional (análoga à textual).